# 木蘭詩
《木蘭辭》，又名《木蘭詩》，為樂府詩。約作於北魏，也有人說作於唐代，其名最早见於南陳釋智匠《古今樂錄》，全文長300餘字，後經隋唐文人潤飾。有一説《木蘭辭》是唐載：“唐人韦元甫擬作木蘭詩一篇。”嚴羽在《滄浪詩話》中指出“朔氣傳金柝，寒光照鐵衣”之類的詩句，“已似太白，必非漢魏人詩。”與《孔雀東南飛》合稱為“樂府雙璧”。
辭中內容以簡述的方式敘述孝女木兰代父從軍的傳奇故事。其講述一個叫木蘭的女孩，女扮男裝，代父從軍，在軍旅生活的苦況，後來木蘭建立功勳，卻寧可不要如尚書郎的高位，只願解甲還鄉，與家人團聚的經歷。辭中着墨較多的卻是生活場景和兒女情態，富有生活氣息，並塑造了木蘭孝順、勇敢、不畏艱辛等的形象，歌頌古代婦女忠、孝兩全的精神。

## 創作背景
《木蘭辭》產生的時代眾說紛紜，其產生之時代不晚於南陳。
作者已不可確考，宋朝初編的《文苑英華》將《木蘭辭》作者題作唐代韦元甫作，其他宋代人著作也多題作者是唐代人，產生年代則有多種說法。然而，現代學術界普遍認為《木蘭辭》是北朝民歌，有可能經唐代文人修改潤飾，而《古今樂錄》早云：「木蘭不知名，浙江西道觀察使兼御史中丞韋元甫續附入。」何謂「續附入」則不甚明確。
而辭中稱天子為「可汗」，征戰地點皆在北方，則其產生之地域在北朝。辭中有「旦辭黄河去，暮至黑山頭」、「但聞燕山胡騎聲啾啾」語。黑山即殺虎山，在今內蒙古呼和浩特市東南，去黃河不遠。燕山指燕然山，即今蒙古国杭爱山。據此，《木蘭辭》中之戰事，當發生於北魏與柔然之間。柔然是北方游牧帝国，立國一百五十八年（394—552）間，與北魏、东魏及北齐曾發生過多次戰爭。而最主要之戰場，正是黑山、燕然山一帶。429年，北魏太武帝北伐柔然，便是“車駕出東道，向黑山”「北度燕然山……南北三千里」。至唐代已廣為傳誦，可以為證。因此，學者大都認為，民歌《木蘭辭》產生於北朝後期。